# Javier Romero Hernández
Javier Romero Hernández (La Chorrera, 2 de septiembre de 1983) es un poeta, dramaturgo, director de teatro, músico y profesor de literatura panameño.
En el año 2002, obtuvo el Premio de Poesía “Demetrio Herrera Sevillano”, por su poemario Delirios de la sangre. En los años 2004 y 2006 obtuvo Mención de Honor en el Concurso de Poesía Joven “Gustavo Batista Cedeño” con las obras Poemas para encontrar a un ser humano y Meditación en un laberinto, respectivamente. En el 2009 obtuvo el premio único “Gustavo Batista Cedeño” por su libro Lluvia Inflamable. En el 2015, es premiado en el Concurso Nacional de Poesía “Esther María Osses” por su obra El fin del océano. En el 2017 gana el máximo galardón de las letras panameñas: El concurso Nacional de Literatura Ricardo Miró en la sección poesía, con su obra: La brújula del invierno.
Parte de su trabajo poético ha sido publicado en múltiples revistas literarias, traducido al inglés, francés, portugués, maltés y macedonio, e incluido en varias antologías internacionales. 
Fue fundador, director y dramaturgo de Teatro Rayuela de Panamá.  Entre sus principales puestas en escena: Sueños de Familia, Nosotros: 1964, Cuando el río hable, B612. Viaje al sol (Adaptación libre de "El Principito" de Antoine de Saint-Exupéry) y Alicia en el mundo subterráneo (Adaptación libre de “Alicia en el país de las maravillas” de Lewis Carroll).
Ha representado a Panamá en Festivales Internacionales de Poesía, tales como:
El "VI Encuentro Internacional de Poesía: El Turno del Ofendido 2009”.El Salvador
El" VI Festival Internacional de Poesía de Granada 2010”, en Granada, Nicaragua. 
El "VII Festival Internacional de Poesía de Quetzaltenango 2011", en Guatemala. 
El" 50 Struga Poetry Evenings 2011", en Macedonia. 
29 Edición del Festival des Migrations , des Cultures et de la Citoyenneté 2012, Luxemburgo. 
12 Salon du Livre et des Cultures de Luxemburgo, 2012.
Es cofundador del proyecto de formación literaria Tigreazul Laberintoroto.

## Obras
Poesía: 
- Delirio de la sangre (Ed. Portobelo, Panamá, 2003)
- Poemas para encontrar a un ser humano (INAC, Panamá, 2005)
- Meditación en un laberinto y otros extravíos (9 Signos, Panamá, 2006).
- Lluvia Inflamable (INAC, Panamá, 2009)
- Poèmes pour trouver un etre humain.(Luxemburgo, marzo 2012)
- La Brújula del invierno ( INAC,Panamá, 2018)

Teatro:
- Sueños de Familia
- Cuando el río hable
- Nosotros: 1964
- Allí me busca el mar (monólogo)
- Cartas de un naufragio (monólogo)
- B612. Viaje al sol (Adaptación libre de "El Principito" de Antoine de Saint-Exupéry.)
- Alicia en el mundo subterráneo (Adaptación libre de “Alicia en el país de las maravillas” de Lewis Carroll)